# Agda Montelius
Agda Georgina Dorothea Montelius, född Reuterskiöld den 23 april 1850 i Köping, död 27 oktober 1920 i Stockholm, var en svensk filantrop och kvinnosaksförkämpe, ordförande i Fredrika Bremer-förbundet (FBF) 1903–1920.

## Biografi

### Uppväxt
Agda Montelius var dotter till lantförsvarsministern och generallöjtnanten Fabian Reuterskiöld och Anna Schenström. Hon utbildades vid Hammarstedtska flickskolan i Stockholm. Hon gifte sig 1871 med Oscar Montelius. De är båda begravda i en dösliknade grav på Norra begravningsplatsen i Solna. Som person beskrivs hon som liten och vänlig och lugn och eftertänksam och ständigt upptagen med sina sociala projekt. Hon hade en ögonsjukdom med synproblem och förlorade sitt ena öga.

### Socialt arbete
Agda Montelius var den ledande företrädarna för associationsfilantropin i Sverige kring sekelskiftet 1900 och stod i ledningen för en rad sammanslutningar. Hon var ordförande i Maria skyddsförening, i Nya Iduns nämnd, i Föreningen för välgörenhetens ordnande (FVO) och föreståndare för dess centralbyrå 1889–1911. Hon tillhörde styrelsen för Sällskapet för uppmuntran av öm och sedlig modersvård, för Centralförbundet för socialt arbete och Svenska fattigvårdsförbundet.

### Kvinnosaksfrågor
År 1886 blev Montelius medlem i Fredrika Bremer-förbundet (FBF), och 1895 dess vice ordförande. Formellt sett leddes FBF av Hans Hildebrand (ordförande), Ernst Beckman och Gustaf Sjöberg, eftersom dess grundare Sophie Adlersparre ansåg att det var nödvändigt för att bli tagen på allvar. I realiteten leddes dock FBF av Adlersparre fram till hennes död, och hon efterträddes sedan av Agda Montelius, som formellt blev vice ordförande. 1903 ansågs tiden mogen för att öppet ha en kvinnlig ordförande, och hon blev därmed även formellt FBF:s ordförande och på papperet dess första kvinnliga ordförande.    
Agda Montelius var också aktivt engagerad i striden för kvinnlig rösträtt. Dagen före nyårsdagen 1899 var Montelius talesperson för den delegation på två från FBF som uppvaktade statsminister Erik Gustaf Boström med ett förslag om kvinnlig rösträtt. Det var första gången kvinnorna i Sverige själva formellt överlämnade ett förslag om rösträtt. Montelius blev aldrig formellt medlem i Landsföreningen för kvinnans politiska rösträtt (LKPR), men hon åtog sig många uppgifter för organisationen, delegerade uppgifter för LKPR åt sina medarbetare på FBF, och använde FBF:s tidning Dagny som språkrör för LKPR från 1903 ända fram till 20 juni 1911, då LKPR övergav sin opolitiska roll genom att bojkotta de partier som var emot kvinnlig rösträtt, dvs högern, och stödja de som var för, dvs de liberala och socialdemokraterna.

### Engagemang i fredsrörelsen
Montelius kom genom sitt kvinnosaksarbete också i kontakt med fredsrörelsen. Under första världskriget tog LKPRP initiativ till en fredsförening med målet att kvinnorna i de neutrala länderna skulle utöva påtryckningar på sina regeringar att bedriva fredsmedling mellan de stridande parterna. Fredsföreningen bildas med medlemmar även från Fredrika-Bremer-Förbundet, KFUK, de socialdemokratiska kvinnoföreningarna och andra, med Anna Whitlock, Emilia Broomé och Kerstin Hesselgren som centralgestalter. Ett offentligt demonstrationsmöte och en resolution skulle antas på "fredsöndagen" 19 februari 1915, och Danmark och Norge gav sitt stöd och beslutade att delta. Men dagen innan kallades Agda Montelius upp till hovet. Drottningen, Viktoria av Baden, krävde ett slut på "kvinnornas dumma tilltag" att blanda sig i politik, medan Gustav V, som sedan kom in, sade att de förstås hade rätt att vända sig till regeringen men att situationen gjorde det oklokt. Kungen hänvisade till utrikesministern, som förklarade att en sådan aktion kunde störa Sveriges neutralitet. Aktionen blev därför inte av vare sig i Sverige, Norge eller Danmark, och ansvaret lades av dess medlemmar på drottning Viktoria. Men den svenska fredsföreningen deltog dock i den internationella fredskonferensen i Haag i april 1915 med 16 delegater. Montelius deltog i en delegation av sju svenska kvinnorörelser som till den svenska regeringen framförde en protest mot svarta truppers användning i ockupationen av Tyskland efter Första världskriget.
Agda Montelius tilldelades 1910 Illis Quorum.

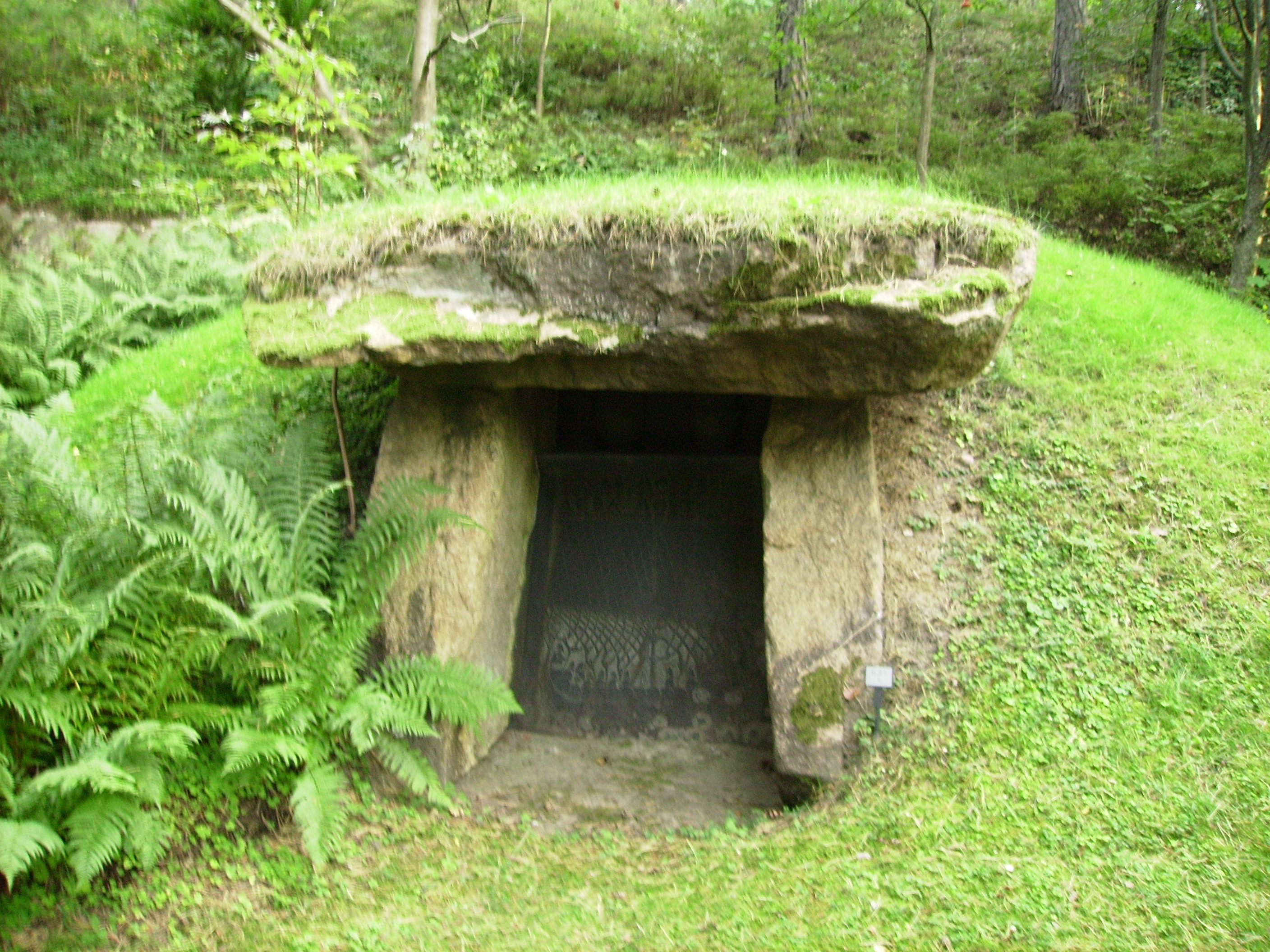
Agda och Oscar Montelius gravvård på Norra begravningsplatsen i Solna.

Hon är gravsatt på Norra begravningsplatsen i Solna.

### Övrigt
Hos Antikvarisk-topografiska arkivet på Riksantikvarieämbetet förvaras Montelius - Reuterskiölds samling, vilket är det gemensamma personarkivet för Agda och Oscar Montelius. Det omfattar bland annat brevväxlingen mellan makarna samt brev till dem men även Agda Montelius manuskript, koncept, anteckningar m.m. Samlingen omfattar ca 11 hyllmeter.